# متحف كرانيس اوشيم

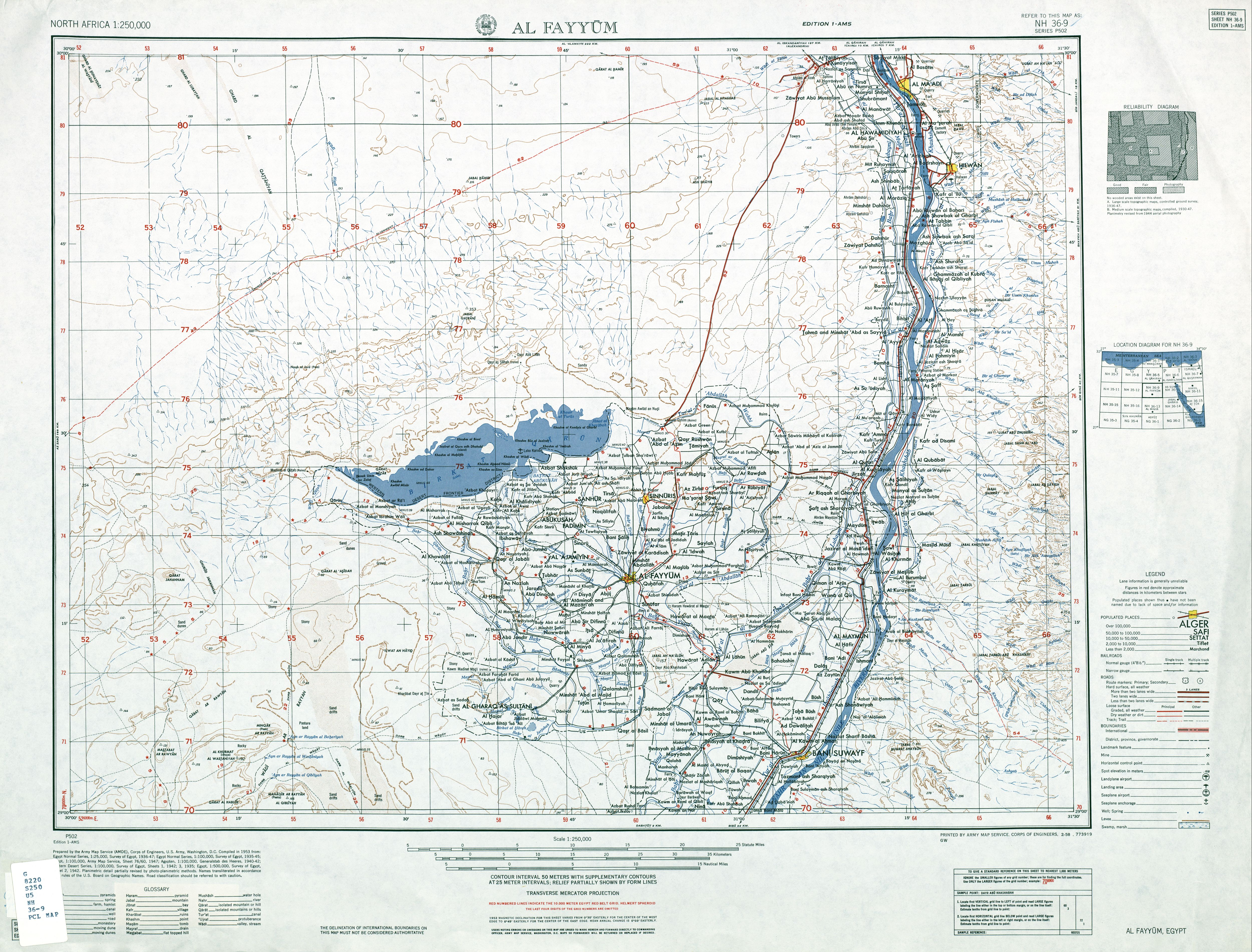
خريطة توضح موقع واحة الفيوم

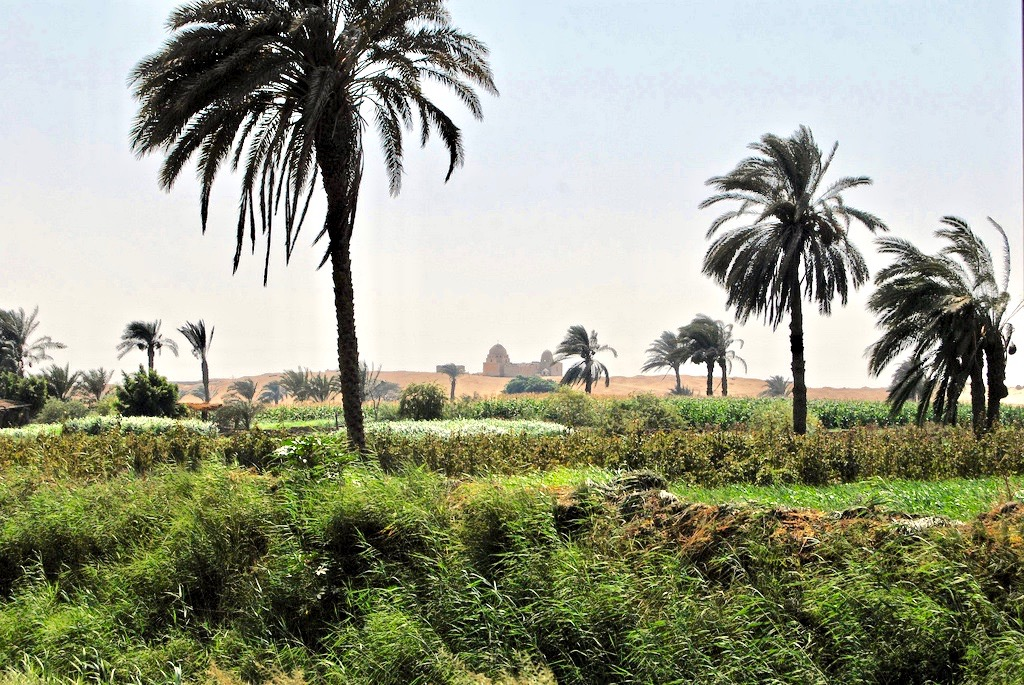
منظر خلاب لمنطقة آثار واحة الفيوم

متحف كرانيس المعروف أيضا باسم كوم متحف Aushim، ( (بالعربية: متحف كوم أوشيم) هو متحف قديم وأثري يقع في الفيوم ، محافظة الفيوم، مصر السفلى.
يعرض المتحف بعض من الآثار المصرية القديمة من Crocodilopolis والمنطقة الأثرية في واحة الفيوم.